# Ю Сон Ён
Ю Сон Ён (род. 19 апреля 1976) — южнокорейский дзюдоист, призёр международных турниров, чемпион Азиатских игр, призёр чемпионата мира, участник летних Олимпийских игр 2000 года в Сиднее.

## Карьера
Выступал в средней (до 90 кг) весовой категории. В 1998 году выиграл золото летних Азиатских игр в Бангкоке. В 1999 году завоевал бронзу летней Универсиады в Пальма-де-Майорке и взял бронзу чемпионата мира в Бирмингеме.
На Олимпиаде в Сиднее Ю Сон Ён в первой схватке победил представителя Узбекистана Камола Мурадова, но проиграл аргентинцу Эдуарду Коста и выбыл из борьбы за медали.